# کالج سیمونز
کالج سیمونز (انگلیسی: Simmons College)، تأسیس در سال ۱۸۹۹ میلادی، یک کالج خصوصی زنان در مقطع کارشناسی و مختلط در مقطع تحصیلات تکمیلی در بوستون، ایالت ماساچوست واقع در کشور آمریکا است.

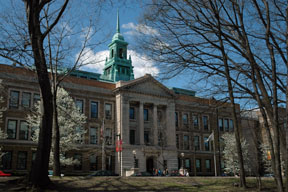
ساختمان کالج اصلی کالج سیمونز

سیمونز در سال ۱۸۹۹ میلادی با ارثی که بنا به وصیت به وی رسیده، توسط جان سیمونز، تولیدکنندهٔ ثروتمند لباس در بوستون؛ تأسیس شد. تأسیس کالج سیمونز بر اساس این باور انجام گرفت که زنان باید از طریق ارائه آموزش علوم مقدماتی برای آنان در مقطع کارشناسی به‌طور مستقل تحصیل و زندگی می‌کنند.

## پردیس
کالج سیمونز در حال حاضر از دو پردیس جداگانه واقع در نزدیکی پارک و جنگلی خود-رو در بوستون واقع شده‌است و شامل پردیس دانشگاهی و پردیس مسکونی می‌شود.

## دانشکده‌ها
واحدهای دانشگاهی اصلی کالج سیمونز عبارتند از:
- دانشکده کارشناسی
- دانشکده هنر و علوم تحصیلات تکمیلی
- دانشکده کتابداری و اطلاع‌رسانی (GSLIS)
- دانشکده پرستاری و علوم بهداشت و درمان (SNHS)
- دانشکده مدیریت (SOM)
- دانشکده مددکاری اجتماعی (SSW)